# Heimbacher Mühle (Mömbris)

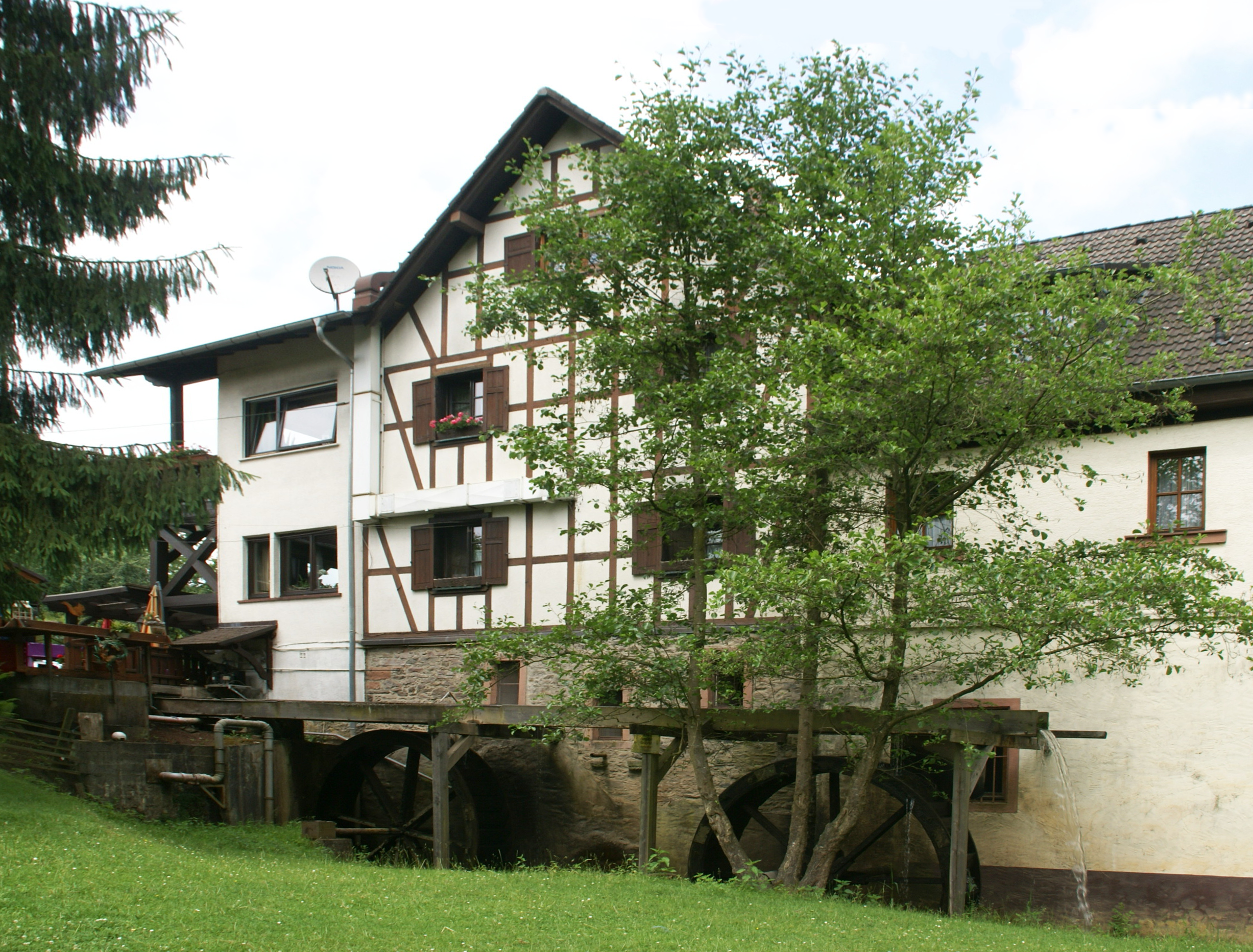
Das Gebäude der Heimbacher Mühle

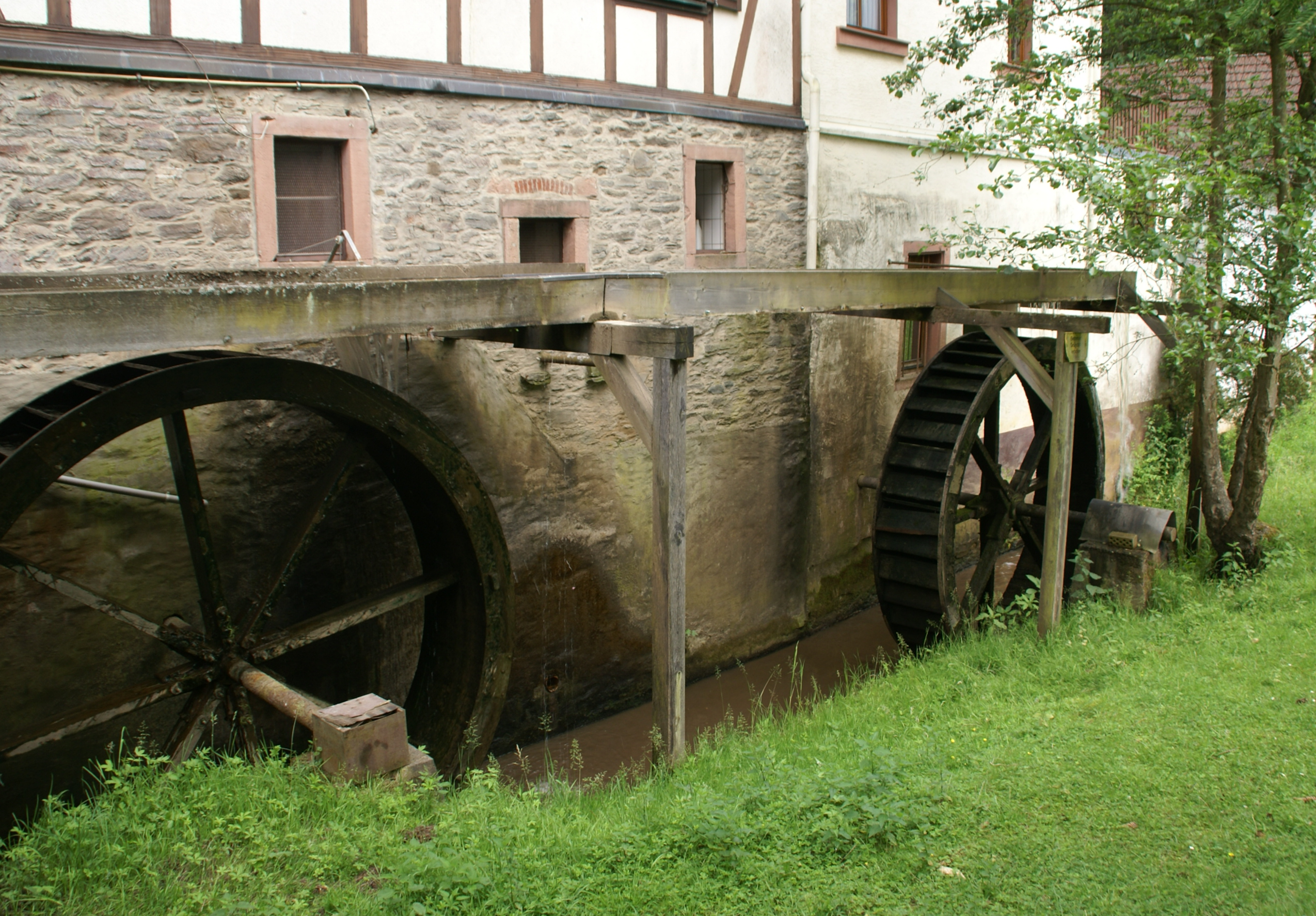
Die oberschlächtigen Wasserräder der Heimbacher Mühle

Die Heimbacher Mühle, auch Heimbachmühle oder früher Untermühle genannt, ist eine Wassermühle bei Mömbris im Landkreis Aschaffenburg in Bayern.

## Geographie
Die Heimbacher Mühle befindet sich im mittleren Kahlgrund im Tal des Reichenbaches unterhalb des Glasberges (334 m) an der Staatsstraße 2309. Sie besteht aus einer ehemaligen Getreidemühle und Ölmühle. In der unmittelbaren Nachbarschaft sind weitere Wohnhäuser entstanden, mit diesen sie den Weiler Heimbacher Mühle bildet. Nördlich liegt das Dorf Heimbach, mit dem Heimbacher Hof, nordwestlich befindet sich Rothengrund. An der Mühle fließt dem Reichenbach der bei Hohl entspringende Hohlenbach zu.
Der früher Heimbach genannte Reichenbach trieb die Wasserräder an und gab der Mühle ihren Namen. Unterhalb der Reichenbachbrücke zweigt der Mühlbach ab, der heute durch ein Rohr über den Hohlenbach geleitet wird und die Mühle speist. Früher wurde zusätzlich noch Triebwasser vom Hohlenbach entnommen. Bis 2011 führte an der Mühle der Degen-Weg vorbei. Heute befindet sich in der Heimbacher Mühle eine Gaststätte.

## Geschichte

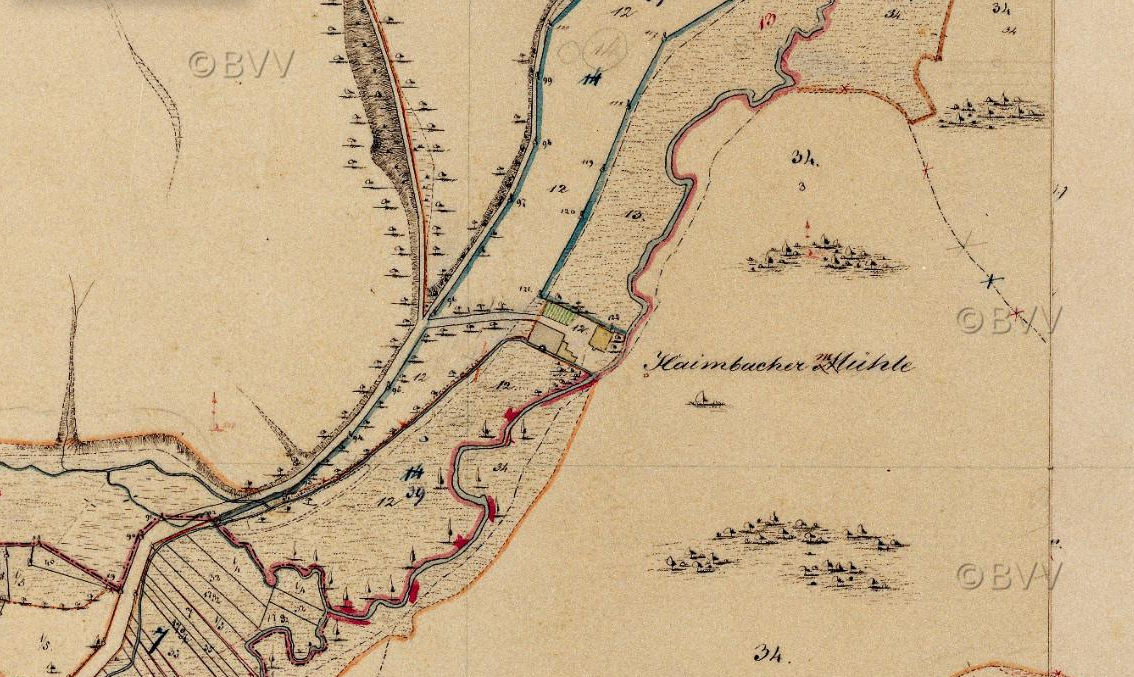
Die Heimbacher Mühle (Bildmitte) in der Uraufnahme von 1846

Die Heimbacher Mühle wurde um das Jahr 1600 erbaut. In der Kellereirechnung des Stiftes Aschaffenburg wurde 1655 Lorentz Völker von der „Mühle an der Heimbach“ erwähnt. 1712 war diese Ölmühle als Völkersmühle eingetragen. 1752 wurde die Mahlmühle als ruiniert und baufällig beschrieben. 1837 betrieb Johann Adam Gries die damals sogenannte Untermühle mit einem Mahlgang für Getreide und einem für Öl. König Ludwig I. von Bayern kam bei seinen Aufenthalten im Spessart an der Mühle vorbei und verköstigte Buttermilch und Brot.
1941 wurde die Getreidemühle stillgelegt. 1945 eröffnete die Müllersfamilie im Gebäude der Ölmühle die Gaststätte. Das Mühlrad versorgte dann den Betrieb mit elektrischem Strom. 1948 wurde die Ölmühle modernisiert, indem man das Schlagwerk durch eine Hochdruckpresse ersetzte. 1971 wurde die Ölmühle stillgelegt. Die Gaststätte ist bis heute ein beliebtes Ausflugsziel. Die beiden oberschlächtigen Wasserräder wurden 1992 erneuert und sind heute noch erhalten.